# El prado de las estrellas
El prado de las estrellas és una pel·lícula de cinema espanyola de 2007 dirigida per Mario Camus. És una de les poques pel·lícules ambientades en el món del ciclisme i compta amb la participació de diversos actors no professionals i fou rodada a Torrelavega.

## Argument
Alfonso (Álvaro de Luna) és un jubilat de Cantàbria que visita a Nanda (Mari González), una anciana que el va criar quan es va quedar orfe, en una residència en la qual treballa Luisa (Marian Aguilera), una jove assistent social. Un matí, recollint caragols en el Prat de les Estrelles, Alfonso es troba amb un jove que sorgeix d'entre la boira en la seva bicicleta (Óscar Abad), que aspira a fitxar per un equip professional. Alfonso també va ser ciclista i a partir de llavors, sorgeix una amistat entre el vell mestre i la jove promesa. Secundat pels seus amics, Alfonso farà de Martín, fins i tot sense equip ni patrocinadors, no sols un gran campió, sinó també una gran persona.

## Repartiment
- Álvaro de Luna Blanco (Alfonso)
- Óscar Abad (Martín)
- Marián Aguilera (Luisa)
- Rodolfo Sancho
- Mary González
- José Manuel Cervino
- Antonio de la Torre

## Premis
XXII Premis Goya
| Categoria              | Persona               | Resultat |
| ---------------------- | --------------------- | -------- |
| Millor actor           | Álvaro de Luna Blanco | Candidat |
| Millor actor revelació | Óscar Abad            | Candidat |